# 劉體純
劉體純（？—1662年），一作體仁，又名二虎，陕西砖坪滔河口人。明末農民軍將領。 

## 生平
劉體純有兄弟七人，他排行为二。崇祯十二年（1639）五月，刘洪、刘二虎在蔺河街聚众起义，将刘二贡家谷米赈济灾民。後來成為李自成部下，素骁勇，有方略，大顺军建立政权，任「果毅將軍」。李自成死後，與郝永忠（郝搖旗）等大順軍餘部聯明抗清，退到湖北興山縣茅麓山區，據險而守，與李來亨、郝摇旗、袁崇第等號稱夔東十三家。刘体纯領數万之众扎营在巴东沿渡河附近的陈家坡。
康熙二年（1662年）十二月冬，清軍集合川、陝、鄂三地區兵力，師駐奉節，分三路圍剿川東夔東，戰事異常慘烈。清軍攻佔巫山城，郝永忠、劉體純等集結眾兵，欲奪回巫山城，不克，退至羊耳山（今奇峰鄉）。清軍大兵圍攻羊耳山。劉體純等率眾反擊，激戰數日，雙方死傷甚眾。定西將軍圖海以各個擊破，攻入茅麓山（今湖北興山西北）。十二月二十三日清兵逼近陳家坡，劉體純的部下吳之奇、王加玉、李之翠、劉應昌、胡君貴等先後降清。劉體純败走天池寨，清军再追夺老木崆隘口。體純見大勢已去，全家自縊死。
體純生前“頗知愛民”，當地百姓聞訊為之落淚。四川总督李國英为收买民心，下令安葬。